# Jurats (royaume de Valence)

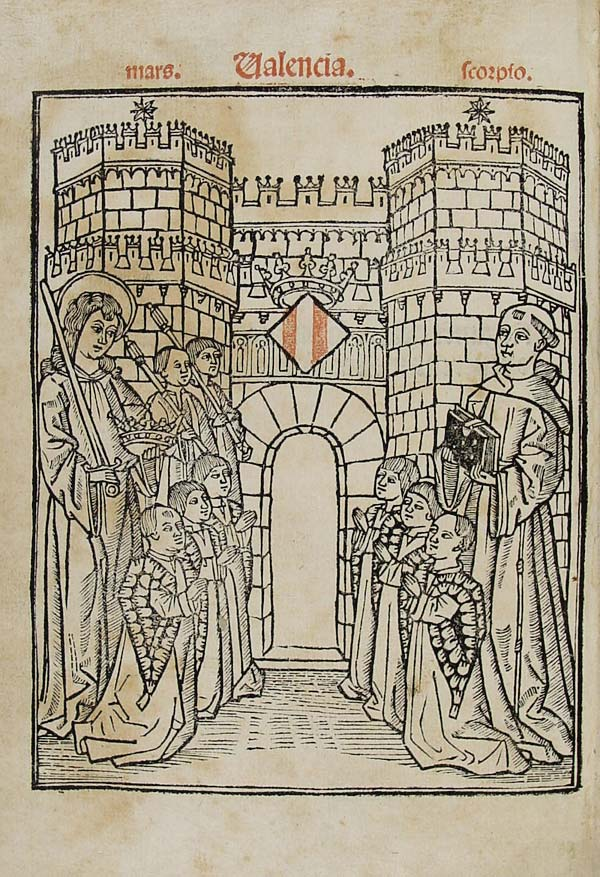
Couverture de l'édition incunable du Regiment de la Cosa Pública de Francesc Eiximenis (Valence, Cristòfor Cofman, 1499). À droite on peut voir Eiximenis offrant son livre aux jurats (représentants de la cité de Valence), qui sont agenouillés.

Pour les articles homonymes, voir jurat.
Les jurats [ d͡ʒuˈɾats](en catalan ; litt. « jurés » ou « jury ») sont l'organe suprême de gouvernement de la ville de Valence, capitale du royaume de Valence à l'époque forale, depuis leur établissement en 1245 jusqu'à la promulgation des décrets de Nueva Planta, qui abolit le royaume et ses institutions, en 1707.

## Histoire
L'institution est établie par Jacques Ier à travers le privilège du 15 septembre 1245.
Les jurats sont alors formés de quatre membres devant sélectionner leurs successeurs chaque année et nommer les membres du Conseil général de Valence (es) (Consell General, antécédent du conseil municipal).
En 1250 et 1266, Pierre IV « le Cérémonieux » réduit leurs pouvoirs. À partir de 1266, les jurats sortants doivent présenter, avec un certain délai d'avance exigé, au roi ou au bailli général en son absence, la proposition de leurs remplaçants. Le 8 septembre 1278, le système de six jurats est établi, puis réduit à nouveau à quatre en 1283 et enfin, le 1er mai 1321, le nombre de membres est définitivement établi à six, sous le règne de Jacques II « le Juste ».

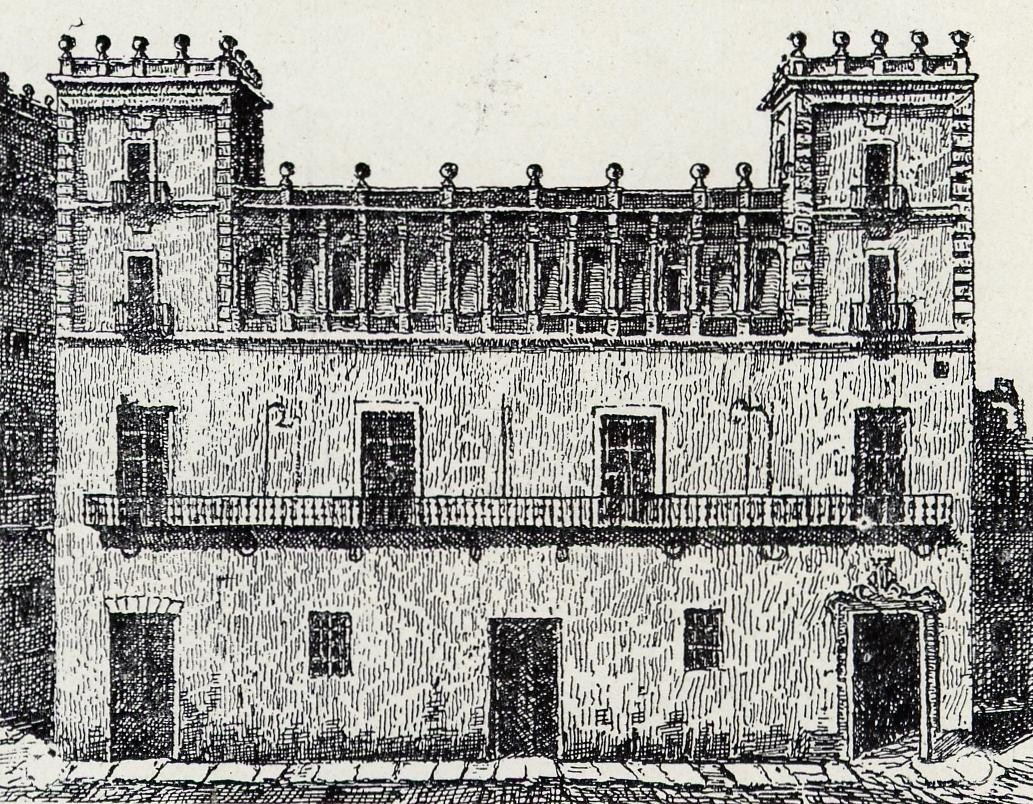
Façade de l'Hôte-de-ville (Casa de la Ciutat) de Valence, avant sa démolition.

Les jurats de la ville sont alors formés de quatre prohoms ou ciutadans (« dignitaires » ou « citoyens ») et de deux cavallers i generosos (« chevaliers et généreux », la petite noblesse urbaine), choisis pour un an par le Consell General à partir d'une liste de douze candidats de chaque ordre — un «ciutadà» et un «cavaller i generós» pour chacune des 12 paroisses citoyennes de la ville — établie par les jurats sortants. Le rôle du roi lors de l'élection est au départ purement symbolique ; les nouveaux jurats prenaient leurs fonctions en prêtant serment devant le bailli général, en tant que premier représentant du roi. À partir de 1418, la monarchie parvient à réduire l'autonomie considérable obtenue par la ville de Valence au cours du siècle précédent, lorsque le roi Alphonse V « le Magnanime » établit la procédure de la ceda pour la nomination des jurats. La liste des 24 candidats de la ceda, avec une composition similaire à la précédente liste établie par les jurats eux-mêmes, était confectionnée par le Mestre Racional (es) qui la soumettait au Lieutenant Général, celui-ci apportant les modifications qu'il croyait convenables, puis enfin au roi, qui faisait de même. Une fois la liste établie, les jurats sortants tiraient au sort quatre ciutadans et deux generosos pour leur succéder. La confection de la ceda par le Racional faisait de lui l'homme de confiance du roi, avec des attributions qui firent de lui de facto la plus haute autorité de la municipalité, au-dessus des jurats. En plus de la préparation de la ceda, il jouait de son influence en suggérant qui les jurats devaient nommer au Conseil et aux différents postes à responsabilités de la ville, s'assurant que des hommes de confiance du roi étaient nommés.
En dépit des processus de désignation conçus pour assurer une variété du gouvernement municipal, les études réalisées montrent une claire surreprésentation de certains lignages au sein des dirigeants, au détriment notamment des cavallers, probablement grâce à une meilleure connaissance des mécanismes électoraux et l'usage de stratégies efficaces.
Le corps des jurats était donc composé de six personnes. Leur insigne était une toge ou gramalla (ca). Ces délégués populaires s'occupaient principalement de l'approvisionnement du royaume ; ils pouvaient ainsi interdire l'extraction de céréales et de bétail du territoire valencien vers l'extérieur, et punir les contrevenants ; armer des galères contre les contrebandiers qui négociaient ce trafic, leur imposant la punition indiquée par les fors. Ils dictaient, confirmaient ou approuvaient les ordonnances des gremis (corporations ou guildes), ou celles concernant la gestion des ressource en eau, courante ou stagnante, des environs immédiats de la ville ; ils étaient chargés d'adopter des mesures d'hygiène en cas de peste ; ils fixaient les prix des denrées de subsistance.

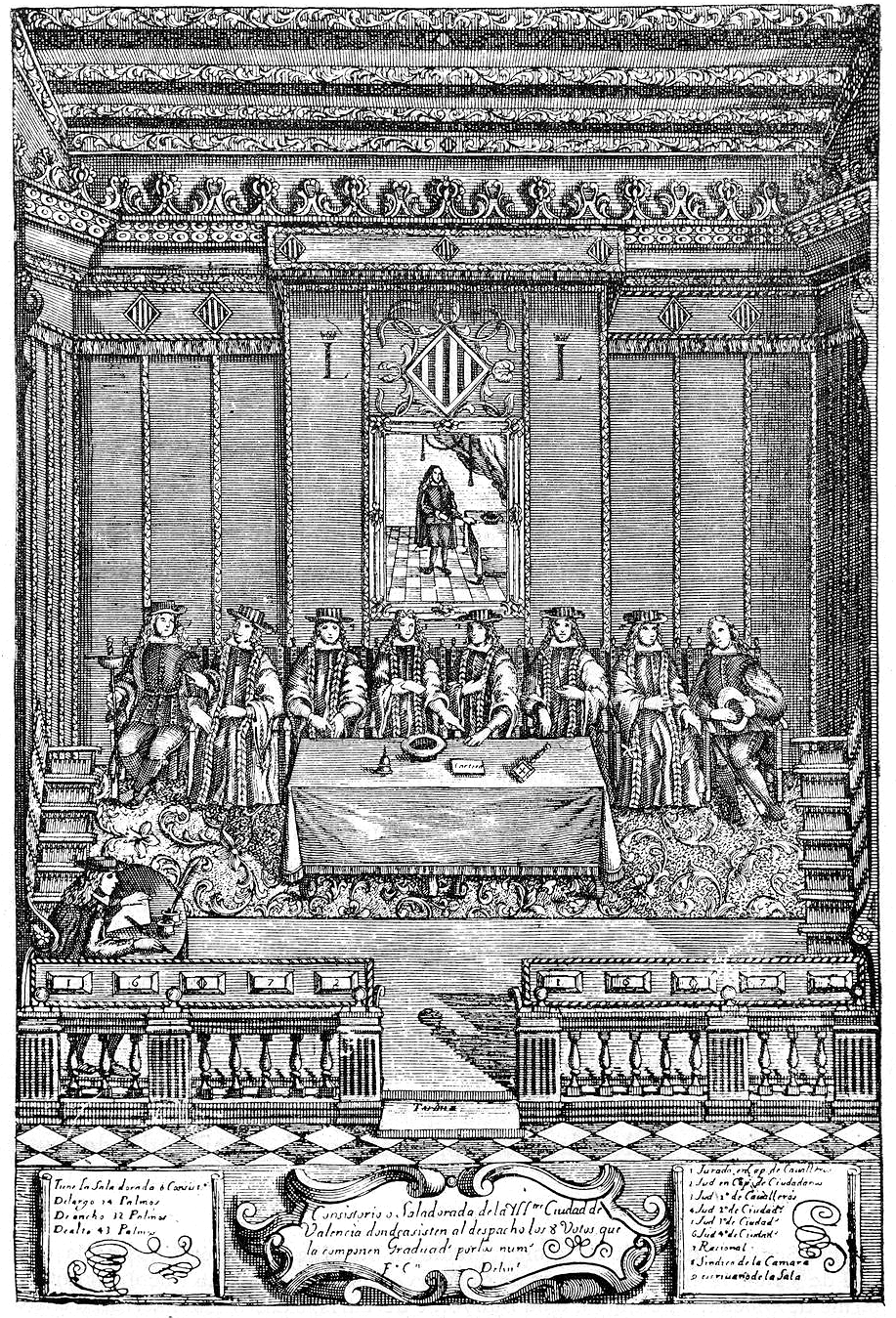
Les jurats la Cambra Daurada (« Chambre dorée ») de la Casa de la Ciutat de Valence en 1672.

Les jurats faisaient partie du Consell Secret (« Conseil secret »), l'organe directeur de la ville, à qui le Consell General avait délégué la plupart de ses fonctions.
Outre les six jurats, le Consell Secret était formé :
- du Mestre Racional (es), lui-même un ancien jurat nommé par le roi pour une période de trois ans parmi trois candidats tirés au sort par la méthode de l'insaculation, et qui était chargé de surveiller les finances municipales, de contrôler l'élection des jurats à travers la confection de la ceda ; entre 1418 et 1633 il devient de fait la plus haute autorité municipale
- du Síndic (« syndic »), nommé par le Conseil Général, qui détenait la représentation ou la procuration des citoyens devant d'autres instances de pouvoir
- de quatre avocats de la ville et du greffier (escrivà de la Sala de la Ciutat de València), charges viagères consultative mais sans droit de vote au Conseil Secret.

La révolte des Germanies est un mouvement de protestation sociale promu par les gremis de Valence entre 1519 et 1522 dans le but, entre autres, de modifier la composition des jurats de la ville, de sorte que deux d'entre eux soient des « bourgeois » : l'un artisan et l'autre notaire, pharmacien ou médecin. Une fois la révolte terminée, une dure répression a suivi et la composition des jurats n'a pas été altérée.
Le contrôle du Mestre Racional (es) sur le gouvernement municipal se maintient jusqu'en 1633, lorsque la ville obtint le privilège de l'insaculation, par lequel les jurats étaient dès lors désignés aléatoirement parmi un groupe de 30 cavallers i generosos et 60 ciutadans. Les jurats étaient au nombre de six : deux de la classe des cavallers i generosos et quatre de la classe des plébéiens. Celui qui était tiré au sort en premier dans chacune des deux classes était appelé jurat en cap (ca) (« juré en chef ») ou primer dels cavallers (« premier des chevaliers »), et jurat en cap ou primer dels ciutadans (« premier des citoyens »).

## Système électif
Les paroisses étaient au nombre de 12 : Santa Maria, Sant Tomàs, Sant Andreu, Sant Martí, Santa Caterina, Sant Nicolau, Sant Bartomeu, Sant Llorenç, Sant Salvador, Sant Esteve, Sant Joan et Santa Creu.
Elles élisaient le Conseil général. Les électeurs de la paroisse devaient être, selon les instructions de Pierre Ier, issus des classes supérieure, inférieure et moyenne des prohoms (« dignitaires »), qui ne pouvaient exercer qu'un certain nombre de métiers déterminés 
Avec l'introduction de l'insaculation en 1633, sont inclus, selon leurs classes, les ciutadans honrats (« citoyens honorés », classe sociale supérieure formée des ciutadans qui avaient occupé le poste de jurat), éligibles aux postes de Justícia, Racional, Síndics et Mostassaf (ca). L'insaculation stipulait la constitution de trois sacs pour procéder au tirage au sort de ces offices : dans le premier, on tirait au sort vingt cavallers, dans le second vingt ciutadans honrats, et dans le troisième, vingt autres de la même classe qui n'avaient pas encore été jurats. Chaque année, à la veille du dimanche de Pâques, on tirait au sort en grande pompe deux personnes de chaque sacs pour les jurats.
De même, du sac des cavallers et du premier sac des ciutadans, on extrayait alternativement un homme pour le poste de Justícia Criminal et une autre pour celui de Justícia Civil.
Selon l'hispaniste nord-irlandais James Casey (es), l 'abandon de l'ancien mode de sélection des jurats, auquel s'opposèrent certains conseillers du roi car cela signifiait perdre le contrôle direct de la ville, était dû à la quantité importante d'argent que la monarchie obtenait et aussi à « la possibilité compter avec une élite stable à Valence, une oligarchie mieux définie que celle des anciens «ciutadans», dont la gratitude pour la défense de leurs privilèges envers la monarchie les rendrait plus favorables aux demandes fiscales ultérieures provenant de la cour ».
Les jurats recevaient les appels du tribunal par le Mostassaf et par les administrateurs des ressources fiscales de Valence. Ils pouvaient établir des ordonnances.
Pour faire appel de leurs décisions, on s'adressait au Conseil royal d'Aragon par le biais d'un recours. Les sentences d' amprius étaient une fonction spécifique des jurats de Valence pour tout le Royaume, à l'exception d'Orihuela où ils n'avaient pas juridiction. Ils étaient également responsables des marais, des places, des rues, des sorties et des rives du Turia.
L'institution des jurats, comme toutes celles établies par les fors de Valence, disparut avec l'abrogation de ceux-ci en 1707 par les décrets de Nueva Planta.